# Стариков, Виктор Иванович
Ви́ктор Ива́нович Ста́риков (12 октября 1934, Берёзово, Саратовский край — 18 июня 2014, Челябинск) — советский хоккейный тренер. Заслуженный тренер РСФСР. Первый тренер Сергея Старикова и Сергея Макарова.

## Биография
Родился 12 октября 1934 года в селе Берёзово Пугачёвского района Саратовской области.
В 1948 году начал работать слесарем на Челябинском трубопрокатном заводе и играть за хоккейную команду завода «Металлург». В 1962 году стал тренером челябинской команды «Металлург», тренировал спортсменов совместно с Сергеем Захватовым. В 1964 году начал работать тренером хоккейной школы «Восход». Был тренером юношеской сборной Челябинской области. В 1971 году стал выпускником Уфимского техникума физической культуры. В 1978 году был удостоен звания заслуженного тренера РСФСР. Воспитал сына, хоккеиста Сергея Старикова, единственного двукратного олимпийского чемпиона России, которого тренировал отец.
Первый тренер нападающего Сергея Макарова, по словам спортсмена — был ему практически как родной отец и тренером, с которым ему было работать комфортнее всего. Был тренером Владимира Шабунина. Виктор Стариков пригласил играть Николая Суханова в школу «Восход», и в 1968 году будущий хоккеист записался в секцию.
Умер 18 июня 2004 года в Челябинске.